# Dulje
Duhël en albanais et Dulje en serbe latin (en serbe cyrillique : Дуље) est une localité du Kosovo située dans la commune/municipalité de Theranda/Suva Reka et dans le district de Prizren/Prizren. Selon le recensement de 2011, elle compte 1 688 habitants, dont une majorité d'Albanais.

## Démographie

### Évolution historique de la population dans la localité
| 1948 | 1953 | 1961 | 1971 | 1981  | 1991  | 2011  |
| ---- | ---- | ---- | ---- | ----- | ----- | ----- |
| 564  | 649  | 722  | 881  | 1 233 | 1 399 | 1 688 |

|  |